# Bertil Nyström
Pour les articles homonymes, voir Nyström.
Bertil Alexis Nyström est un lutteur suédois né le 22 mai 1935 à Klippan.

## Palmarès

### Jeux olympiques
- Médaille de bronze en lutte gréco-romaine dans la catégorie des moins de 78 kg en 1964 à Tokyo

### Championnats du monde
- Médaille d'argent en lutte gréco-romaine dans la catégorie des moins de 79 kg en 1961 à Yokohama
- Médaille de bronze en lutte gréco-romaine dans la catégorie des moins de 78 kg en 1963 à Helsingborg